# Ranunculus reichertii
Ranunculus reichertii är en ranunkelväxtart som beskrevs av Dunkel. Ranunculus reichertii ingår i släktet ranunkler, och familjen ranunkelväxter. Inga underarter finns listade i Catalogue of Life.